# جون هاردي (لاعب اتحاد الرغبي)
جون هاردي (بالإنجليزية: John Hardie)‏ هو لاعب اتحاد الرغبي نيوزيلندي، ولد في 27 يوليو 1988 في Lumsden, New Zealand ‏ في نيوزيلندا.

## وصلات خارجية
- جون هاردي على موقع دوري الرغبي الممتاز (الإنجليزية)
- جون هاردي عل موقع إسبنسكروم (الإنجليزية)
- جون هاردي على موقع ItsRugby.co.uk (الإنجليزية)